# Maike Vogt-Lüerssen
Maike Vogt-Lüerssen (* 24. marzo de 1956 en Wilhelmshaven) es una escritora alemana.

## Educación
Vogt-Lüerssen asistió al Käthe-Kollwitz-Gymnasium en Wilhelmshaven. En la Universidad Philipps de Marburg an der Lahn, estudió biología, historia y pedagogía para la enseñanza. Al final de sus estudios en 1986 presentó un artículo sobre el tema de las macroalgas y su uso en biología: una visión general histórica.

## Ocupación
Vogt-Lüerssen es autora de diversas biografías y libros de no ficción, la mayoría de los cuales se publican como Print-on-Demand . Sus especialidades incluyen figuras femeninas de la Edad Media y de la época moderna.
Contesta on-line, dando información sobre su obra por una cuota, para consultas pequeñas, como por ejemplo quien pintó un cuadro, o puede dar una más amplia amplia información sobre temas diversos.

## Críticas
Los textos de Dª. Vogt-Lüerssen, que están ilustrados con muchas imágenes y se mantienen lingüísticamente sencillos,
reciben poca atención por parte de expertos y editores. El filólogo e historiador de Gießen Martin Spies acusó a la autora de "manejar de forma unilateralmente selectiva, el material original".

## Vida privada
Vive en Australia con su familia desde 1995. Su marido Holger Lüerssen la financió y así escribir freelance.

## Obras
- Anna von Sachsen. Gattin von Wilhelm von Oranien (Anna de Sajonia. Esposa de Guillermo de Orange)
- Der Alltag im Mittelalter . (La vida cotidiana en la edad media) Mainz: Probst 2001. ISBN 3-935718-27-6
- Die Sforza I: Bianca Maria Visconti. Die Stammmutter der Sforza (Sforza I: Bianca Maria Visconti. La progenitora de los Sforza)
- Frauen in der Renaissance: 30 Einzelschicksale (Mujeres en el Renacimiento: 30 destinos individuales)
- Lucrezia Borgia. Das Leben einer Papsttochter in der Renaissance (Lucrècia Borja. La vida de una hija del papa en el Renacimiento)
- Katharina von Bora. Martin Luthers Fraude. (Catalina de Bora. La mujer de Martí Luter.)
- Margarete von Österreich. Die burgundische Habsburgerin (Margarita de Austria. Los Habsburgo de Borgoña)
- Martin Luther. In Wort und Bild (Martín Lutero. En palabras e imágenes)
- 40 Frauenschicksale aus dem 15. und 16. (40 destinos de mujeres de los siglos 15 y 16) Jahrhundert . Mainz: Probst 2001. ISBN 3-935718-19-5
- Wer ist Mona Lisa? Auf der Suche nach ihrer Identidad. 2004. (¿Quién es la Mona Lisa? En busca de su identidad. )
- Zeitreise 1: Besuch einer spätmittelalterlichen Stadt (Viaje en el tiempo 1: Visita a un pueblo bajomedieval)Anna von Sachsen. Gattin von Wilhelm von Oranien (Anna de Saxònia. Esposa de Guillem d'Orange)